# صنيم
قرية صنيم هي إحدى القرى التابعة لمركز أبو قرقاص بمحافظة المنيا في جمهورية مصر العربية. حسب إحصاءات سنة 2006، بلغ إجمالي السكان في صنيم 4473 نسمة، منهم 2294 رجلا و2179 امرأة، ومن أعلامها القارئ محمد رفعت عبد الصبور.